# Schenkon
Schenkon (toponimo tedesco) è un comune svizzero di 3 076 abitanti del Canton Lucerna, nel distretto di Sursee.

## Geografia fisica
Il territorio di Schenkon comprende parte del lago di Sempach.

## Monumenti e luoghi d'interesse
- Cappella cattolica di Sant'Antonio da Padova (già di San Teobaldo), attestata dal 1443[3].

## Società

### Evoluzione demografica
L'evoluzione demografica è riportata nella seguente tabella:
Abitanti censiti

## Economia
L'economia locale si basa prevalentemente sul pendolarismo in uscita.

## Sport
A Schenkon ha sede la squadra ciclistica Tudor Pro Cycling Team.